# Lili Marleen
Pour les articles homonymes, voir Lili Marleen (Homonymie).
Ne doit pas être confondu avec Lady Marlène.

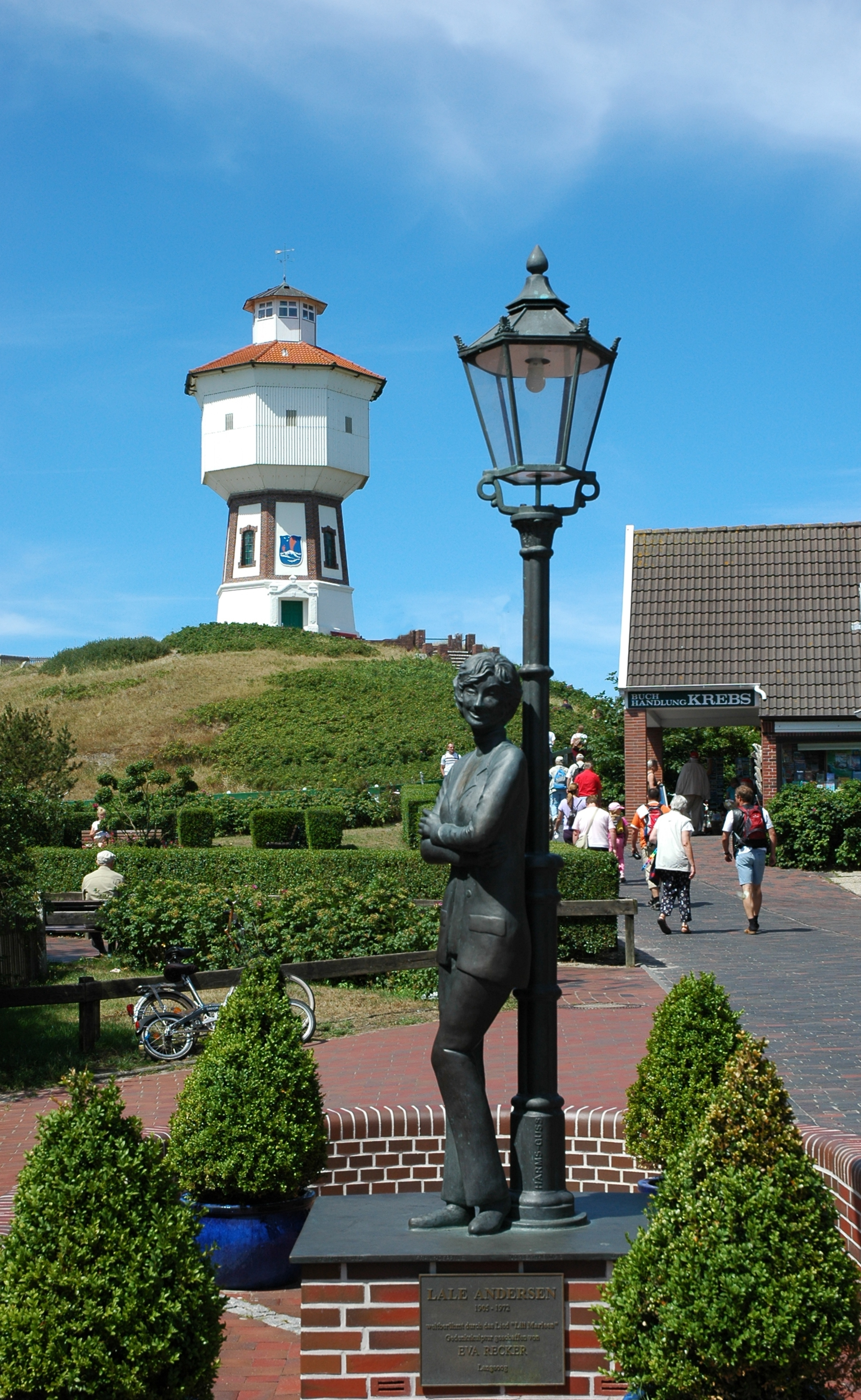
Le mémorial Lili Marleen et Lale Andersen à Langeoog.

Lili Marleen est une chanson d'amour allemande dont les paroles sont inspirées du poème écrit en avril 1915 par le romancier et poète allemand Hans Leip et publié en 1937 dans son recueil de poèmes Die kleine Hafenorgel.
Dans sa version originale, elle a d'abord été interprétée par la chanteuse Lale Andersen en 1938. Les versions les plus populaires ont été chantées (en allemand ou en anglais) par Marlene Dietrich qui modifia le titre en « Lili Marlene » (titre utilisé en France).

## Le poème
Le romancier et jeune officier allemand de la Garde impériale Hans Leip a écrit Lied eines jungen Wachtpostens (en français « Chanson d'une jeune sentinelle ») à Berlin  dans la nuit du 3 au 4 avril 1915 pendant la Première Guerre mondiale, avant son départ pour le front russe.
Leip était amoureux de deux jeunes filles : Lili, nièce de sa logeuse, et Marleen, infirmière, qu'il a unies en une seule. Consigné à la caserne pour de nombreuses indisciplines, il déprime alors qu'il fait les cent pas en tant que sentinelle. Il écrit alors sur son lit de camp les trois premières strophes sur cet amour fugitif (il dessine en même temps une portée musicale sur son manuscrit) avant d'être envoyé sur le Front de l'Est. Il publie en 1937 un recueil, où figure Le petit accordéon du port, avec les 5 strophes.
Selon une autre version de la genèse du poème, démentie depuis, Hans Leip était amoureux de Lilly Freud (1888-1970), fille de Marie Freud, la sœur de Sigmund Freud. Hans Leip a admis avoir connu Lilly Freud qui, en 1917, a épousé l'acteur et metteur en scène Arnold Marlé. Après ce mariage, Leip aurait composé un poème sur « Lilly Marlé », devenu « Lili Marleen ». Lilly Freud-Marlé disait elle-même être la « Lili Marleen » de la chanson, ce qui se raconte encore dans sa famille. L'hypothèse, parfois encore colportée, a été démentie définitivement par Rosa Sala Rose, qui a produit en 2008 la meilleure étude sur cette chanson, consacrant un chapitre à cette hypothèse pour conclure, documents à l'appui, qu'elle n'était pas fondée.

## La chanson

### D'abord un échec

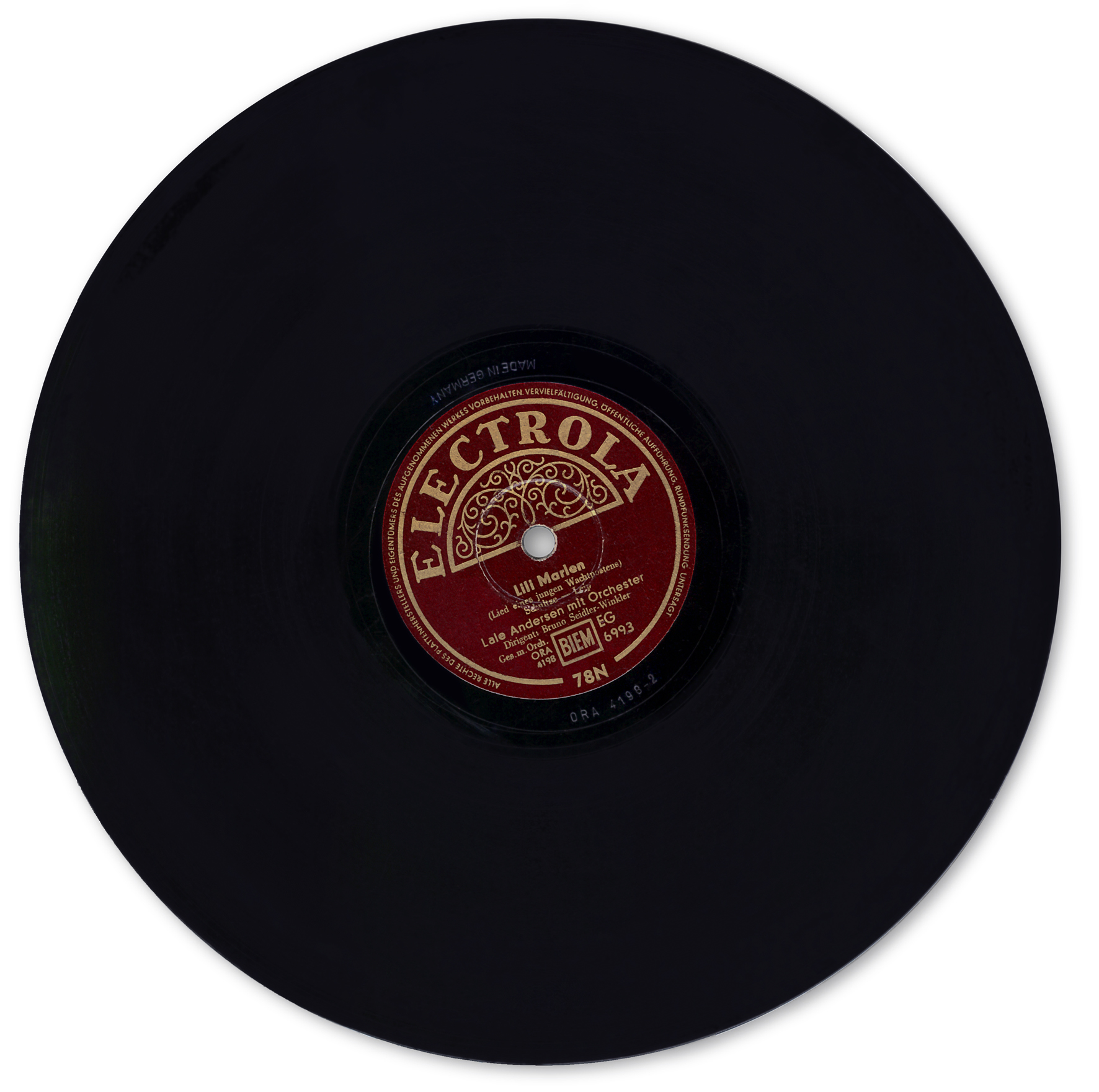
Version Electrola CE 6993/ORA 4198-2 de la Lilli Marlen du 2 août 1939.

Quand, en 1937, la chanteuse réaliste allemande Lale Andersen découvre le poème de Hans Leip qu'il vient de publier dans un recueil de poésie (l'ayant complété des deux strophes qui évoquent la mort du jeune soldat), elle demande à son ancien amant le compositeur Rudolf Zink (de) de le mettre en musique, une première version romantique, et interprète la chanson la même année dans des petits cabarets de Berlin et de Münich. En 1938, elle demande également au compositeur Norbert Schultze (avec lequel elle avait eu une aventure sans lendemain en 1932) de mettre lui aussi ce poème en musique, ce qu'il fait en lui fredonnant une mélodie qu'il avait créée deux ans plus tôt pour une publicité radiophonique pour le dentifrice Chlorodont (de), une mélodie plus martiale. Lale chante alternativement les deux versions dans les cabarets. Elle préférait la première version, plus douce, mais testait les deux pour voir laquelle aurait les faveurs du public, et c'est la deuxième, martiale, qui est enregistrée dans la nuit du 31 juillet au 1er août 1939 pour le premier label allemand Electrola (de) et qui s'imposera pendant la Seconde Guerre mondiale.
Cette chanson nostalgique, jugée par la critique « terne et sans rythme », est un échec commercial avant la guerre (seulement 700 exemplaires du disque vendus).

### Un succès inespéré en Allemagne nazie
En 1941, l'Allemagne est en pleine guerre sur plusieurs fronts et, changeant brusquement de statut, cette chanson d'amour va devenir une chanson de temps de guerre. Son succès commence le 18 août 1941 après que les bombardiers anglais ont détruit l'entrepôt de disques du lieutenant Heinz-Karl Reitgen, directeur de la radio militaire allemande de Belgrade. Celui-ci programme, faute de mieux, le disque alors au rebut. Radio Belgrade était entendue jusqu'aux fronts d'Afrique du Nord et de Norvège. Les soldats de la Wehrmacht, éloignés de leurs foyers et de leurs amies, envoient des dédicaces lues lors d'une émission populaire. La chanson en est l'indicatif qui clôt la fin du programme tous les soirs avant 22 heures. À son tour, elle devient très populaire.
Le succès est même tel que l'on s'y intéresse au Parti nazi. Joseph Goebbels semble être plutôt hostile à la chanson. Il dit, selon le compositeur Norbert Schultze, qu'elle « sent la danse macabre ». Mais elle bénéficie aussi du soutien de puissants protecteurs : le maréchal Erwin Rommel qui incite les radios à la programmer, jusqu'à 35 fois par jour à Radio Berlin, radio qui imite même l'émission de dédicaces de Radio Belgrade ; Emma Göring qui est la seconde épouse d'Hermann Göring et une ancienne chanteuse d'opéra ; Max Schmeling, boxeur idole des nazis, dont le biographe n'est autre que Hans Leip. Adolf Hitler aurait dit à son aide de camp que cette chanson pourrait même lui survivre.
Une nouvelle version de la chanson, transformée de chant d'amour en marche militaire, ne rencontre aucun succès public. L'affirmation selon laquelle les Einsatzgruppen l'auraient diffusée pendant leurs assassinats n'est pas prouvée, mais il est possible que la chanson ait accompagné les crimes, de même que les valses de Strauss et les symphonies de Mozart et de Beethoven utilisées dans les camps de la mort.

### Lilidevient un succès mondial
Grâce à la radio militaire allemande de Belgrade, cette chanson — ou du moins sa musique — franchit la Méditerranée. Elle est entendue et adoptée par les soldats alliés combattant en Tripolitaine. Ainsi, en 1942, l'émission dédiée aux dédicaces aurait, selon Jean-Pierre Guéno, entraîné quotidiennement un cessez-le-feu momentané, et une sorte de fraternisation entre les troupes anglaises et les troupes allemandes à Tobrouk, lorsque la chanson est diffusée dans les haut-parleurs, chaque soir à 22 heures, après les combats. Pour les belligérants et les civils des deux camps, elle devient l'hymne de la Seconde Guerre mondiale, adopté et chanté en allemand par beaucoup de soldats jusqu'au printemps 1944.
En quelques mois, la chanson est traduite en 43 langues. En 1942, on vend 160 000 exemplaires du disque et, en l'espace de six mois, la chanson est adaptée dans 48 langues. Les paroles françaises, dues à Henri Lemarchand, sont écrites à la fin de 1941 à la demande de Suzy Solidor, qui crée la version française dans son cabaret « La Vie parisienne » en janvier 1942. L'armée britannique se voit contrainte de faire produire une version anglaise en mai 1943 (après que Goebbels a fait enregistrer par Lale Andersen la chanson adaptée en anglais afin de démoraliser les Alliés), dont les interprétations par Anne Shelton et Vera Lynn en 1943 ont connu un succès fulgurant. À la suite de l'immense succès de la version swing américaine interprétée par les Andrews Sisters et le big band (grand orchestre) de Glenn Miller, les Américains profitent de la Libération pour récupérer les droits de la chanson. L'actrice et chanteuse antinazie Marlène Dietrich finit ainsi, vers la fin de la guerre en 1944, par donner une version américaine, plus langoureuse, mais aussi plus énergique, puisque cette fois, dans la dernière strophe, le souvenir de la femme aimée redonne courage au soldat (qui meurt, enfoui dans sa tranchée, dans la dernière strophe du chant allemand). Dietrich l'interprète dans plus de 60 concerts donnés au cours de la campagne d'Europe qui la voit accompagner la 3e armée américaine du général Patton. Cette chanson devient dès lors attachée à sa personnalité, Marlène Dietrich se l'appropriant en en modifiant les paroles. Elle lui donne son nom, Lily Marlène (et cette orthographe), et en fait la chanson de la libération.
Elle en fait une chanson vedette de son récital lorsqu'elle s'investit dans sa carrière de chanteuse, en 1953. Elle l'abandonne parfois, notamment en France, jugeant qu’elle « peut réveiller un bruit de bottes pour certains spectateurs ». Elle fut interdite dans beaucoup de dictatures car rappelant qu'elle était chantée des deux côtés[réf. nécessaire].
Chanson subversive de résistance, car, transcendant les clivages, la chanson est interdite dans plusieurs pays totalitaires (RDA, Yougoslavie de Josip Broz Tito) et devient l'hymne anti-nucléaire pendant la Guerre froide. La chanson connaît depuis de nombreuses versions, depuis l'allure pacifiste d'antimilitaristes, l'adaptation punk du groupe Interterror (Adios Lili Marlen), ou rock par La Souris Déglinguée en 1983. Amanda Lear a chanté une reprise de cette chanson dans un style disco en 1978, dans une version mêlant le français et l'allemand, et une autre en allemand-anglais. En 2004, pour la commémoration du 60e anniversaire du débarquement de Normandie, la chanteuse Patricia Kaas doit la chanter en Mondovision, mais les Polonais mettent un veto au choix de cette chanson la veille de l'événement, en raison de l'épisode des Einsatzgruppen, lui préférant l’Hymne à l'amour.
Pour l'écrivain John Steinbeck, Lili Marleen est « la seule chose que l'Allemagne nazie ait apportée au monde ». Le général Eisenhower aurait dit à Hans Leip qu'il était le seul Allemand à avoir rendu le monde plus heureux pendant la guerre.

## Les paroles en allemand

### Version originale par Lale Andersen, 1938
- "Sie bliesen den Zapfenstreich" ou, autre version, "Sie bliesen Zapfenstreich" : Lale Andersen a parfois ajouté « den », article défini  allemand de l'accusatif masculin singulier, équivalent de « le » en français.

### Autres versions

#### Version de Marlène Dietrich
Marlène Dietrich ne chante pas le troisième couplet. Celui du "couvre-feu". Lale Andersen avait aussi abandonné ce couplet. Autre différence : dans le dernier couplet, celui de la "bouche amoureuse", Marlène Dietrich substitue "Wer wird bei der Laterne stehn, mit dir Lili Marlène ?" (qui se tiendra près de la lanterne avec toi Lili Marlène ?) à "Werd' ich bei der Laterne stehn, wie einst Lili Marleen" (je me tiendrai près de la lanterne, comme autrefois Lili Marleen"). Cette substitution change le sens de la chanson. Elle se termine par une interrogation, alors que la chanson originale se termine par une affirmation, probablement la mort de la jeune sentinelle.     

## Version française
La première version en français paraît en 1941. Des versions de la chanson ont été diffusées en d'autres langues, notamment en français, sous l'Occupation, par la chanteuse Suzy Solidor. Par ailleurs, le 3e régiment étranger d'infanterie en a adopté la mélodie en adaptant les paroles en tant que chant de régiment. Des pastiches circulaient aussi vers la fin de la guerre avec des paroles de circonstances.
Selon le recueil Un siècle de chanson française, volume 1939-1949 aux éditions Paul Beuscher, ces paroles françaises sont signées Henri Lemarchand. Le copyright de 1941 par Appollo Verlag Paul Lincke / Warner Chapell Music France.

## Postérité et antériorité

### Postérité
Dans les années 1940 et 1960, Lili Marleen apparaît dans les charts (le classement des chansons les plus populaires) aux États-Unis, et dans les années 1980 en Allemagne et au Japon.
Ainsi, Lili Marlene se place de loin parmi les chansons de temps de guerre les plus populaires jamais écrites. En plus de son grand succès auprès des soldats sur le front des deux côtés, un enregistrement RCA par un chœur anonyme plaça cette chanson en n° 13 des charts américains en 1944. Elle a de nouveau été classée dans ces mêmes charts en 1968. Puis dans les charts allemands en 1981 et les charts japonais en 1986. La chanson a été traduite dans plus de 48 langues, l'italien, le français, l'hébreu, le serbe, le russe, le japonais, etc.
Les raisons d'un succès durable
Il y a évidemment de nombreuses raisons. On peut relever, outre la mélodie obsédante, le texte lyrique et le rythme cadencé, son thème central, universel, l'éternel combat du couple mythique Éros - Thanatos : d'un côté un amour platonique à la fois magnifique, nostalgique et respectueux, de l'autre les périls de la jeunesse en temps de guerre spécialement sur les différents fronts (à l'Est, en Afrique, en Normandie, etc.).
Interrogée à ce sujet, la première interprète, Lale Andersen, répondit : « Le vent peut-il expliquer pourquoi il devient tempête ? » .
Avec Lili Marleen, l’Allemagne du Troisième Reich a produit malgré elle un standard universel. Le décor est urbain. La caserne apparaît comme l’autre monde, celui de l’enfermement, de la séparation, un grand portail qu’il faut franchir, si l’on ne souhaite pas faire trois jours de cachot, c’est-à-dire être doublement enfermé. C’est une ambiance de mort qui règne sur la cinquième et dernière strophe : seuls les brouillards du soir ramèneront le fantôme du soldat à l’endroit de son furtif bonheur. Si l'on compare ce chant allemand à d'autres chants guerriers (Quand Madelon..., Over there, It's a Long Way to Tipperary), qui affichent un esprit grégaire et un joyeux patriotisme plutôt datés, on y constate une sensibilité bien plus « moderne », à la fois cinématographique et dynamique, et bien mieux adaptée à la solitude de l'homme des grandes villes à laquelle seule la constitution d'un noyau familial (la petite famille du baby boom d'après 1945) permet d'échapper.
La chanson Lili Marleen a donné son nom à une rose rouge célèbre vendue à des millions d'exemplaires, Lili Marleen, de chez Kordes en 1959.

### Antériorité
Sur le thème « amour et guerre », on peut retrouver d'autres grands succès partageant les mêmes caractéristiques :
- Quand Madelon..., lors de la Première Guerre mondiale
- L'Adieu suisse sous Louis XV
- Auprès de ma blonde durant la guerre de Succession d'Espagne, sous Louis XIV
- La Piémontaise, 1705, durant la campagne d'Italie de Louis XIV

## Indications bibliographiques
- (jusqu'en 2001) Filmographie et bibliographie: http://www.uni-koeln.de/ew-fak/Mus_volk/scripten/probst/20Jh.htm#Lili%20Marleen : à cette adresse internet se trouvent une bibliographie, une discographie et une filmographie élaborées par Gisela Probst-Effah (Université de Cologne).
- Rosa Sala Rose, Lili Marleen. Die Geschichte eines Liedes von Liebe und Tod, traduit de l'espagnol par Andreas Löhrer, 2010.

## Filmographie consacrée àLili Marleen

### Films
- … wie einst Lili Marleen (1956) de Paul Verhoeven : un soldat rentre de Russie et retrouve sa bien-aimée.
- Les chacals meurent à l'aube (1960) de Paul May avec un scénario du romancier Ernst von Salomon : une radio anglaise incite les soldats allemands à entrer en résistance contre Hitler grâce à Lili Marleen, devenu un chant politique antinazi.
- Jugement à Nuremberg (1961) de Stanley Kramer, évoque les tribunaux de Nuremberg, avec Marlene Dietrich qui traduira les paroles de la chanson lors d'une marche nocturne avec le juge interprété par Spencer Tracy.
- Lili Marleen (1981) de Rainer Werner Fassbinder, librement inspiré de la vie de la chanteuse Lale Andersen.

### Documentaires
- The True Story of Lilli Marlene (1944), documentaire de Humphrey Jennings pour justifier la popularité de cette chanson dans les troupes alliées.
- Lale Andersen. Die Stimme der Lili Marleen (2001), documentaire d'Irene Langemann.
- Lili Marleen, hymne nazi ou chant de la liberté ? (2012), épisode du 18 avril 2012 issu de l'émission L'ombre d'un doute présenté par Franck Ferrand